# Euchrysops mauensis
Euchrysops mauensis är en fjärilsart som beskrevs av George Thomas Bethune-Baker 1922. Euchrysops mauensis ingår i släktet Euchrysops och familjen juvelvingar. Inga underarter finns listade i Catalogue of Life.